# Cryptorama oblongum
Cryptorama oblongum är en skalbaggsart som beskrevs av Henry Clinton Fall 1905. Cryptorama oblongum ingår i släktet Cryptorama och familjen trägnagare. Inga underarter finns listade i Catalogue of Life.